# الهام‌السادات اصغری
الهام‌السادات اصغری (زاده ۹ ژوئن ۱۹۸۱، تهران) یک شناگر ایرانی است. او که مورد خشونت همسرش قرار داشت به رغم رویارویی با سنت و مذهب و خانواده اما با حمایت پدرش ، موفق به ثبت رکورد جهانی گینس در شنا کردن با دست‌های بسته در دریا شد. این ادعا در رسانه‌های داخلی درحالی عنوان شد که، در طی ثبت رکورد وی هیچ مسئولی از گینس حضور نداشت.

## زندگی
الهام از ۲ سالگی شنا را آغاز کرد و در سال ۱۳۸۷ دانشجوی مقطع فوق دیپلم حسابداری بود.

## شکستن رکورد شنا در آب‌های آزاد
الهام اصغری در سن ۲۶ سالگی با طی مسیر رفت و برگشت ۱۲ کیلومتری منطقه مرزگاه تا چیلک در ساحل شهر نوشهر کنار دریای خزر و در مدت ۵ ساعت حد نصاب جدیدی در رشته آب‌های آزاد ثبت کرد.
الهام‌السادات اصغری در حرکتی نمادین و در پروژه‌ای مشترک با دانیال توحیدی قهرمان قایقرانی، با شنا در مسیر ۱۰ کیلومتری از تالاب میانکاله مازندران در حمایت از محیط زیست و فوک خزری، این مسیر را به تنهایی طی کرد و مشعل و نماد این حرکت نمادین را در بندر آشوراده، بندر ترکمن استان گلستان به دست دانیال توحیدی سپرد، تا وی نیز با پارو زنی و طی مسیر ۱۰۰۰ کیلومتری ساحل خزر با کایاک یک‌نفره، مشعل را به قهرمانان سایر کشورهای حاشیه خزر تحویل دهد.

## شکستن رکوردهای جهانی گینس
سپس او با پوشش اسلامی به مدت ۳ ساعت با دستان بسته پنج کیلومتر و پانصد و هشتاد متر شنا کرد و رکورد این رشته را شکست و آن را در کتاب گینس ثبت کرد. او سپس در ۲۸ آذر ماه ۹۸ به مدت پنج ساعت و دو دقیقه، با یک دست بسته، ده کیلومتر در دهانه خلیج چابهار شنا کرد و رکورد جهانی گینس را دوباره شکست. چالش اساسی اصغری در شیوه پوشش او بوده‌است که سبب شده رکورد او با حواشی مثبت و منفی متعددی درآمیزد.

## ادعای شکستن دوباره رکورد گینس
الهام‌السادات اصغری در بوشهر نام خود را در کتاب رکوردهای جهانی گینس ثبت کرد. او توانست سه ساعت با حجاب اسلامی و دستان بسته پنج کیلومتر و پانصد و هشتاد متر شنا کند. الهام اصغری شناگر ۳۵ ساله که سال‌ها قصد داشت رکورد شنای خود را در کتاب رکوردهای جهان ثبت کند و برای این موضوع سفرهایی به کشورهای ترکیه و امارات داشت. در نهایت توانست با حضور در شهر بوشهر رکوردش را به نام ایران و بوشهر در کتاب رکوردهای جهان ثبت کند. وی با پوشش اسلامی ۳ ساعت با دستان بسته شنا کرد و رکوردی که در اختیار شناگر مردی اهل ایتالیا به نام «پائلو کارزری» بود را شکست. شنا با دست‌های بسته، از ۱۰ سال پیش توسط این مرد ایتالیایی، با مایوی اسلیپ در گینس به ثبت رسیده بود که توانسته بود ۳ و نیم کیلومتر (۳ هزار و ۲۰۰ متر) را با دست بسته شنا کند. در رسانه‌های دخلی این عنوان درحالی ادعا شد که هیچ مسئولی از گینس در زمان ثبت رکورد وی حضور نداشت.

### نامه الهام اصغری به ضرغامی رئیس وقت صدا و سیما
ریاست محترم سازمان صداوسیمای جمهوری اسلامی ایران. نام من «الهام اصغری» است. دختر شناگری که ۲۱ خردادماه امسال به مدت ۹ ساعت و بدون وقفه مسافت ۲۰ کیلومتری را در دریای خزر شنا کرد، اما وزارت ورزش و جوانان با بهانه‌ای باورنشدنی از ثبت این رکورد شنای آزاد خودداری می‌کند و که تاکنون بسیاری از رسانه‌های داخلی و خارجی به انعکاس این رخداد پرداخته‌اند. در هفته گذشته پیام ویدئویی که در یوتیوب منتشر کردم هزاران بازدیدکننده داشته و از نقاط مختلف دنیا نیز صدها پیام‌های همدردی و حمایت دریافت کرده‌ام. حتی در شرایطی که جهان درگیر اخبار تحولات مصر و برکناری مرسی است و هر رخدادی دربارهٔ این کشور بلافاصله مخابره می‌شود و حجم بالایی از اخبار را به خود اختصاص داده، با این حال روزنامه‌های بین‌المللی به موضوع ثبت نشدن رکورد من با وجود داشتن حجاب اسلامی پرداخته‌اند.
اما حیرت‌آور است که از این سوی جنابعالی و آقای علی مطهری، نماینده محترم مجلس شورای اسلامی در عوض دفاع از دختر محجبه ایرانی که رکورددار شنای آزاد بانوان کشورهای اسلامی است، ترجیح دادید تا مقابل دوربین رسانه‌ها بایستید و دربارهٔ شکیرا و خانم تماشاگر والیبال که پیراهن آستین کوتاه به تن داشت، با یکدیگر بحث و مجادله و شوخی کنید. با آن که حتی روزنامه دولت نیز با تأیید این رکورد تأکید کرده که لباس من کاملاً اسلامی بوده و تنها گرفتار سلیقه شخصی (…) شده‌ام، اما شما هیچ واکنشی نسبت به این بی‌عدالتی نداشتید و آن را نادیده گرفتید و در این مدت رسانه ملی یک کلمه هم دربارهٔ این موضوع صحبتی به میان نیاورده است.
آقای ضرغامی!
تا وقتی شما رئیس سازمان صداوسیما باشید، این رسانه اجازه ندارد هیچ اسمی از من ببرد. این‌جانب شما را حامی حق و عدالت‌خواهی نمی‌شناسم و روزی که رکورد شنای آزاد جهان را بشکنم، اگر در هر یک از شبکه‌های صداوسیما حتی یک خبر از من منتشر شود، به مراجع قانونی شکایت می‌کنم. شما فقط فوتبال را ورزش می‌دانید و به خاطر آن با هر مقامی هم درگیر می‌شوید، چون از هر لحاظ برایتان به صرفه است؛ پس به همان بپردازید و سودتان را ببرید، چون ورزش بانوان برایتان فقط دردسر است. ما بانوان ورزشکار با کمک‌های دوستانه رسانه‌های دیگر، مشکلات خود را پیگیری می‌کنیم و به شما نیازی نداریم.

## ساخت مستند زندگی الهام اصغری
الهام اصغری همزمان با تهیه فیلم مستندی از زندگی‌اش به کارگردانی طهورا ابوالقاسمی و تهیه‌کنندگی مهتاب کرامتی توانست در مدت زمان پنج ساعت و دو دقیقه، با یک دست بسته، ده کیلومتر دهانه خلیج چابهار را شنا کند و رکورد جهانی گینس این شنا را بشکند. رکورد این شناگر در حضور گروه فیلمبرداری این مستند، ثبت شد.
به این ترتیب این شناگر در ۳۵ سالگی در سال ۲۰۱۹ برای بار دوم توانست با ارتقای رکورد شنا از مسافت پنج هزار و ۵۰۰ متر با دستان بسته بگذرد و نامش را در گینس برای بار دوم به ثبت برساند، الهام اصغری جزئیات ثبت رکورد گینس را تشریح کرد: با مراجعه به دفتر گینس در دبی و بعد از پرداخت هزینه داوری با گرفتن فیلمی از نحوه شنا با دستان بسته در دریای نوشهر و نیز یکی از استخرهای تهران، رکورد مسافت پنج هزار و ۵۰۰ متر را شکستم و موفق شدم در بهمن سال گذشته مدرک ثبت رکورد را از دفتر گینس در دبی دریافت کنم.

## ثبت سومین رکورد گینس
به گزارش ایسنا به نقل از روابط عمومی این پروژه، اصغری برای ثبت این رکورد با یک دست بسته در مدت زمان چهار ساعت و ۵۹ دقیقه، ۱۰ کیلومتر در آب‌های پرتلاطم دریای عمان شنا کرد و سومین رکورد خود را در گینس ثبت کرد.

## فیلم بلند داستانی «اورکا»
در سال ۱۴۰۰، سحر مصیبی اولین فیلم بلند داستانی خود را به نام «اورکا» را بر اساس داستان واقعی الهام‌السادات اصغری ساخت. این فیلم با تهیه کنندگی مهتاب کرامتی و طهورا ابوالقاسمی و بازی ترانه علیدوستی، مهتاب کرامتی و مهتاب نصیرپور باوجود اینکه با مجوز ساخته شده بود، اما به سبب حضور زنان در آن و پس از آنکه کارگردان تصویری بی‌حجاب از خود را در صفحه اینستاگرامش منتشر کرد، مجوز اکران در ایران را نگرفت.